# Tone Kopelani
Pas d'image ? Cliquez ici

a Compétitions nationales et continentales officielles uniquement.

b Matchs officiels uniquement.
Dernière mise à jour le 18 octobre 2018.
Tone Alefa Kopelani, né le 22 avril 1978 à Auckland, est un joueur de rugby à XV néo-zélandais qui évolue au poste de talonneur. Il joue avec les Crusaders puis les Hurricanes en Nouvelle-Zélande, avant de rejoindre la France et le CS Bourgoin-Jallieu de 2008 à 2011, puis pour le FC Grenoble de 2011 a 2012.

## Carrière

### En club
Il fait ses débuts en 2001 dans le NPC avec la province de Canterbury à l'occasion d'un match contre Buller. En 2004, il remporte la NPC avec sa province. La même année, il intègre la franchise des Crusaders pour jouer dans le Super 12. Il dispute son premier match contre les Waikato Chiefs. Il remporte la compétition deux années de suite avec la franchise néo-zélandaise, en 2005 et en 2006. L'année suivante, il rejoint la province de Wellington et joue avec les Hurricanes dans le Super 14 mais la franchise ne se qualifie pas pour les demi-finales. En revanche, Tone Kopelani atteint la finale de la Air New Zealand Cup avec Wellington, mais il perd la rencontre contre Auckland. En 2008, alors âgé de 30 ans, il décide de partir jouer en Europe et rejoint le club français du CS Bourgoin-Jallieu pour deux saisons. Au début de l'année 2009, il est victime d'une hernie discale, ce qui met un terme à sa saison. Il ne participe pas à la fin de l'aventure européenne qui conduit le club berjallien en finale du Challenge européen. En 2011 il rejoint le FC Grenoble Rugby pour une saison. Le 7 avril 2012, les médias indiquent que la saison 2011-2012 sera sa dernière en France avant un retour en Nouvelle-Zélande.
- 2001-2007 :  Crusaders dans le  Super 14 / Canterbury en NPC
- 2007-2008 :  Hurricanes dans le Super 14 / Wellington en NPC
- 2008-2011 :  CS Bourgoin-Jallieu
- 2011-2012 :  FC Grenoble

### En équipe nationale
Il connait des sélections avec les All-Balcks juniors mais n'a jamais obtenu de sélection avec l'équipe sénior.

## Palmarès
- Vainqueur du Super 14 en 2005 et en 2006
- Vainqueur du National Provincial Championship en 2004
- Finaliste de la Air New Zealand Cup en 2007
- Finaliste du Challenge européen en 2009
- Champion de France de Pro D2 en 2012 avec le FC Grenoble